# Магдала (Немачка)
Магдала (њем. Magdala) град је у њемачкој савезној држави Тирингија. Једно је од 75 општинских средишта округа Вајмарер Ланд. Према процјени из 2010. у граду је живјело 1.973 становника. Посједује регионалну шифру (AGS) 16071053.

## Географски и демографски подаци
Магдала се налази у савезној држави Тирингија у округу Вајмарер Ланд. Град се налази на надморској висини од 271 метра. Површина општине износи 20,5 km². У самом граду је, према процјени из 2010. године, живјело 1.973 становника. Просјечна густина становништва износи 96 становника/km².

## Међународна сарадња
| Мјесто | Држава    | Врста сарадње | Од    |
| ------ | --------- | ------------- | ----- |
|        | Француска | партнерство   | 2005. |
| Извор  |           |               |       |